# Copa de la Liga de Inglaterra 2024-25
La Copa de la Liga de Inglaterra 2024-25, también conocida como «Carabao Cup 2024-25» por motivos de patrocinio, fue la temporada número 65 de la Copa de la Liga de Inglaterra. La competición estuvo abierta a todos los clubes que participaron en la Premier League y la English Football League. 
El campeón de esta edición fue el Newcastle United, quien logró su primer título en esta competición, y además obtuvo un cupo a la ronda de play-offs de la Liga Conferencia de la UEFA 2025-26.

## Acceso
Los 92 clubes de la Premier League y la English Football League ingresarán a la Copa EFL de la temporada. El acceso se distribuirá entre las 4 mejores ligas del sistema de ligas de fútbol de Inglaterra. Durante las dos primeras rondas, el sorteo se segmentará en clubes del norte y del sur.
En la etapa inicial de esta temporada participarán todos los equipos de la League One y la League Two, además de 22 de los 24 equipos del Championship.
Luton Town y Burnley, los dos equipos descendidos de la Premier League 2023-24 mejor clasificados, se integrarán a partir de la siguiente ronda, junto con todos los equipos de la Premier League que no participarán de la Champions League, de la Europa League o de la Europa Conference League.
Finalmente, Arsenal, Aston Villa, Chelsea, Liverpool, Manchester City, Manchester United y Tottenham Hotspur, que sí tendrán participación en competiciones europeas, recibieron pases para la tercera ronda.
|                              | Equipos que entran en esta ronda                                                                              | Equipos que pasan de la ronda anterior | Número de partidos |
| ---------------------------- | --- | -------------------------------------- | ------------------ |
| Primera ronda (70 equipos)   | - 24 equipos de la EFL League Two - 24 equipos de la EFL League One - 22 equipos de la EFL Championship       | - N/A                                  | 35                 |
| Segunda ronda (50 equipos)   | - 2 equipos de la EFL Championship - 13 equipos de Premier League (no involucrados en competiciones europeas) | - 35 ganadores de la primera ronda     | 25                 |
| Tercera ronda (32 equipos)   | - 7 equipos de Premier League (involucrados en competiciones europeas)                                        | - 25 ganadores de la segunda ronda     | 16                 |
| Cuarta ronda (16 equipos)    | | - 16 ganadores de la tercera ronda     | 8                  |
| Cuartos de final (8 equipos) | | - 8 ganadores de la cuarta ronda       | 4                  |
| Semifinal (4 equipos)        | | - 4 ganadores de la quinta ronda       | 2                  |
| Final (2 equipos)            | | - 2 ganadores de la semifinal          | 1                  |

## Fase Clasificatoria

### Primera ronda
Un total de 70 clubes jugaron la primera ronda: 24 de la League Two (cuarta división), 24 de la League One (tercera división) y 22 de la Championship (segunda división). El sorteo para esta ronda se dividió en una base regional geográfica entre sección norte y sección sur. Los equipos fueron emparejados con otro de la misma sección. Los partidos se jugaron la semana del 12 de agosto.
| Equipo 1          | Resultado    | Equipo 2             |
| ----------------- | ------------ | -------------------- |
| Carlisle United   | 0–2          | Stoke City           |
| Stockport County  | 1–6          | Blackburn Rovers     |
| Barrow            | 3–2          | Port Vale            |
| Bolton Wanderers  | 1–1 (5–4 p.) | Mansfield Town       |
| Burton Albion     | 0–4          | Blackpool            |
| Derby County      | 2–1          | Chesterfield         |
| Fleetwood Town    | 2–1          | West Bromwich Albion |
| Grimsby Town      | 1–1 (9–8 p.) | Bradford City        |
| Huddersfield Town | 3–0          | Morecambe            |
| Lincoln City      | 1–2          | Harrogate Town       |
| Preston North End | 2–0          | Sunderland           |
| Rotherham United  | 2–1          | Crewe Alexandra      |
| Salford City      | 0–2          | Doncaster Rovers     |
| Shrewsbury Town   | 3–3 (4–3 p.) | Notts County         |
| Tranmere Rovers   | 3–0          | Accrington Stanley   |
| Wigan Athletic    | 1–1 (2–4 p.) | Barnsley             |
| Sheffield United  | 4–2          | Wrexham              |
| Hull City         | 1–2          | Sheffield Wednesday  |
| Leeds United      | 0–3          | Middlesbrough        |

| Equipo 1          | Resultado    | Equipo 2            |
| ----------------- | ------------ | ------------------- |
| Leyton Orient     | 4–1          | Newport County      |
| Bristol City      | 0–1          | Coventry City       |
| Bromley           | 1–2          | AFC Wimbledon       |
| Cambridge United  | 1–2          | Queens Park Rangers |
| Cardiff City      | 2–0          | Bristol Rovers      |
| Charlton Athletic | 0–1          | Birmingham City     |
| Colchester United | 2–2 (4–3 p.) | Reading             |
| Crawley Town      | 4–2          | Swindon Town        |
| Northampton Town  | 0–2          | Wycombe Wanderers   |
| Norwich City      | 4–3          | Stevenage           |
| Oxford United     | 2–0          | Peterborough United |
| Portsmouth        | 0–1          | Millwall            |
| Swansea City      | 3–1          | Gillingham          |
| Walsall           | 1–1 (4–3 p.) | Exeter City         |
| Watford           | 5–0          | Milton Keynes Dons  |
| Plymouth Argyle   | 3–0          | Cheltenham Town     |

### Segunda ronda
Un total de 50 clubes jugaron la segunda ronda: 35 ganadores de la primera ronda, 2 de la segunda división (los equipos descendidos mejor clasificados) y 13 de la primera división (no involucrados en competiciones europeas). El sorteo para esta ronda se dividió en una base regional geográfica entre sección norte y sección sur. Los equipos fueron emparejados con otro de la misma sección. Los partidos se jugaron la semana del 28 de agosto.
| Equipo 1                | Resultado    | Equipo 2            |
| ----------------------- | ------------ | ------------------- |
| Middlesbrough           | 0–5          | Stoke City          |
| Barnsley                | 1–0          | Sheffield United    |
| Barrow                  | 0–0 (3–2 p.) | Derby County        |
| Blackburn Rovers        | 1–2          | Blackpool           |
| Everton                 | 3–0          | Doncaster Rovers    |
| Fleetwood Town          | 2–1          | Rotherham United    |
| Grimsby Town            | 1–5          | Sheffield Wednesday |
| Harrogate Town          | 0–5          | Preston North End   |
| Leicester City          | 4–0          | Tranmere Rovers     |
| Shrewsbury Town         | 0–2          | Bolton Wanderers    |
| Walsall                 | 3–2          | Huddersfield Town   |
| Wolverhampton Wanderers | 2–0          | Burnley             |
| Nottingham Forest       | 1–1 (3–4 p.) | Newcastle United    |

| Equipo 1               | Resultado    | Equipo 2          |
| ---------------------- | ------------ | ----------------- |
| Brighton & Hove Albion | 4–0          | Crawley Town      |
| Coventry City          | 1–0          | Oxford United     |
| Millwall               | 0–1          | Leyton Orient     |
| Queens Park Rangers    | 1–1 (4–1 p.) | Luton Town        |
| Watford                | 2–0          | Plymouth Argyle   |
| Birmingham City        | 0–2          | Fulham            |
| Crystal Palace         | 4–0          | Norwich City      |
| AFC Wimbledon          | 2–2 (4–2 p.) | Ipswich           |
| Cardiff City           | 3–5          | Southampton       |
| Colchester United      | 0–1          | Brentford         |
| Swansea City           | 0–1          | Wycombe Wanderers |
| West Ham United        | 1–0          | Bournemouth       |

### Tercera ronda
Un total de 32 equipos jugaron en la tercera ronda. Arsenal, Aston Villa, Chelsea, Liverpool, Manchester City, Manchester United y Tottenham Hotspur entraron en esta ronda debido a su participación en la Liga de Campeones, la Liga Europa y la Liga Europa Conferencia. Debido al cambio de formato de las competencias europeas, se realizó un sorteo previo para que los equipos participantes en Liga de Campeones y Liga Europa para evitar conflictos de cronograma y que no pudieran enfrentarse entre sí en esta ronda. Los partidos se realizaron las semanas del 16 y 23 de septiembre de 2024.
| Equipo 1               | Resultado      | Equipo 2                |
| ---------------------- | -------------- | ----------------------- |
| Liverpool              | 5–1            | West Ham United         |
| Manchester City        | 2–1            | Watford                 |
| Arsenal                | 5–1            | Bolton Wanderers        |
| Manchester United      | 7–0            | Barnsley                |
| Wycombe Wanderers      | 1–2            | Aston Villa             |
| Coventry City          | 1–2            | Tottenham Hotspur       |
| Walsall                | 0–0 (0–3 p.)   | Leicester City          |
| Brentford              | 3–1            | Leyton Orient           |
| Blackpool              | 0–1            | Sheffield Wednesday     |
| Preston North End      | 1–1 (16–15 p.) | Fulham                  |
| Everton                | 1–1 (5–6 p.)   | Southampton             |
| Queens Park Rangers    | 1–2            | Crystal Palace          |
| Stoke City             | 1–1 (2–1 p.)   | Fleetwood Town          |
| Brighton & Hove Albion | 3–2            | Wolverhampton Wanderers |
| Newcastle United       | 1–0            | Wimbledon               |
| Chelsea                | 5–0            | Barrow                  |

## Fase Eliminatoria
|  | Octavos de final       | Octavos de final   |                   |                   | Cuartos de final     | Cuartos de final     |  |                   | Semifinales                                    | Semifinales                                    | Semifinales                                    | Semifinales                                    |  |                  | Final               | Final               |  |
|  | 29 y 30 de octubre     | 29 y 30 de octubre |                   |                   | 18 y 19 de diciembre | 18 y 19 de diciembre |  |                   | 7 y 8 de enero (ida) 5 y 6 de febrero (vuelta) | 7 y 8 de enero (ida) 5 y 6 de febrero (vuelta) | 7 y 8 de enero (ida) 5 y 6 de febrero (vuelta) | 7 y 8 de enero (ida) 5 y 6 de febrero (vuelta) |  |                  | 16 de marzo de 2025 | 16 de marzo de 2025 |  |
|  |                        |                    |                   |                   |                      |                      |  |                   |                                                |                                                |                                                |                                                |  |                  |                     |                     |  |
|  |                        |                    |                   |                   |                      |                      |  |                   |                                                |                                                |                                                |                                                |  |                  |                     |                     |  |
|  | Preston North End      | 0                  |                   |                   |                      |                      |  |                   |                                                |                                                |                                                |                                                |  |                  |                     |                     |  |
|  | Preston North End      | 0                  |                   |                   |                      |                      |  |                   |                                                |                                                |                                                |                                                |  |                  |                     |                     |  |
|  | Arsenal                | 3                  |                   |                   |                      |                      |  |                   |                                                |                                                |                                                |                                                |  |                  |                     |                     |  |
|  | Arsenal                | 3                  |                   | Arsenal           | 3                    |                      |  |                   |                                                |                                                |                                                |                                                |  |                  |                     |                     |  |
|  |                        |                    |                   | Arsenal           | 3                    |                      |  |                   |                                                |                                                |                                                |                                                |  |                  |                     |                     |  |
|  |                        |                    | Crystal Palace    | 2                 |                      |                      |  |                   |                                                |                                                |                                                |                                                |  |                  |                     |                     |  |
|  | Aston Villa            | 1                  | Crystal Palace    | 2                 |                      |                      |  |                   |                                                |                                                |                                                |                                                |  |                  |                     |                     |  |
|  | Aston Villa            | 1                  |                   |                   |                      |                      |  |                   |                                                |                                                |                                                |                                                |  |                  |                     |                     |  |
|  | Crystal Palace         | 2                  |                   |                   |                      |                      |  |                   |                                                |                                                |                                                |                                                |  |                  |                     |                     |  |
|  | Crystal Palace         | 2                  |                   |                   |                      |                      |  | Arsenal           | 0                                              | 0                                              | 0                                              |                                                |  |                  |                     |                     |  |
|  |                        |                    |                   |                   |                      |                      |  | Arsenal           | 0                                              | 0                                              | 0                                              |                                                |  |                  |                     |                     |  |
|  |                        |                    | Newcastle United  | 2                 | 2                    | 4                    |  |                   |                                                |                                                |                                                |                                                |  |                  |                     |                     |  |
|  | Brentford              | 1 (5)              | Newcastle United  | 2                 | 2                    | 4                    |  |                   |                                                |                                                |                                                |                                                |  |                  |                     |                     |  |
|  | Brentford              | 1 (5)              |                   |                   |                      |                      |  |                   |                                                |                                                |                                                |                                                |  |                  |                     |                     |  |
|  | Sheffield Wednesday    | 1 (4)              |                   |                   |                      |                      |  |                   |                                                |                                                |                                                |                                                |  |                  |                     |                     |  |
|  | Sheffield Wednesday    | 1 (4)              |                   | Brentford         | 1                    |                      |  |                   |                                                |                                                |                                                |                                                |  |                  |                     |                     |  |
|  |                        |                    |                   | Brentford         | 1                    |                      |  |                   |                                                |                                                |                                                |                                                |  |                  |                     |                     |  |
|  |                        |                    | Newcastle United  | 3                 |                      |                      |  |                   |                                                |                                                |                                                |                                                |  |                  |                     |                     |  |
|  | Newcastle United       | 2                  | Newcastle United  | 3                 |                      |                      |  |                   |                                                |                                                |                                                |                                                |  |                  |                     |                     |  |
|  | Newcastle United       | 2                  |                   |                   |                      |                      |  |                   |                                                |                                                |                                                |                                                |  |                  |                     |                     |  |
|  | Chelsea                | 0                  |                   |                   |                      |                      |  |                   |                                                |                                                |                                                |                                                |  |                  |                     |                     |  |
|  | Chelsea                | 0                  |                   |                   |                      |                      |  |                   |                                                |                                                |                                                |                                                |  | Newcastle United | 2                   |                     |  |
|  |                        |                    |                   |                   |                      |                      |  |                   |                                                |                                                |                                                |                                                |  | Newcastle United | 2                   |                     |  |
|  |                        |                    | Liverpool         | 1                 |                      |                      |  |                   |                                                |                                                |                                                |                                                |  |                  |                     |                     |  |
|  | Manchester United      | 5                  | Liverpool         | 1                 |                      |                      |  |                   |                                                |                                                |                                                |                                                |  |                  |                     |                     |  |
|  | Manchester United      | 5                  |                   |                   |                      |                      |  |                   |                                                |                                                |                                                |                                                |  |                  |                     |                     |  |
|  | Leicester City         | 2                  |                   |                   |                      |                      |  |                   |                                                |                                                |                                                |                                                |  |                  |                     |                     |  |
|  | Leicester City         | 2                  |                   | Manchester United | 3                    |                      |  |                   |                                                |                                                |                                                |                                                |  |                  |                     |                     |  |
|  |                        |                    |                   | Manchester United | 3                    |                      |  |                   |                                                |                                                |                                                |                                                |  |                  |                     |                     |  |
|  |                        |                    | Tottenham Hotspur | 4                 |                      |                      |  |                   |                                                |                                                |                                                |                                                |  |                  |                     |                     |  |
|  | Tottenham Hotspur      | 2                  | Tottenham Hotspur | 4                 |                      |                      |  |                   |                                                |                                                |                                                |                                                |  |                  |                     |                     |  |
|  | Tottenham Hotspur      | 2                  |                   |                   |                      |                      |  |                   |                                                |                                                |                                                |                                                |  |                  |                     |                     |  |
|  | Manchester City        | 1                  |                   |                   |                      |                      |  |                   |                                                |                                                |                                                |                                                |  |                  |                     |                     |  |
|  | Manchester City        | 1                  |                   |                   |                      |                      |  | Tottenham Hotspur | 1                                              | 0                                              | 1                                              |                                                |  |                  |                     |                     |  |
|  |                        |                    |                   |                   |                      |                      |  | Tottenham Hotspur | 1                                              | 0                                              | 1                                              |                                                |  |                  |                     |                     |  |
|  |                        |                    | Liverpool         | 0                 | 4                    | 4                    |  |                   |                                                |                                                |                                                |                                                |  |                  |                     |                     |  |
|  | Southampton            | 3                  | Liverpool         | 0                 | 4                    | 4                    |  |                   |                                                |                                                |                                                |                                                |  |                  |                     |                     |  |
|  | Southampton            | 3                  |                   |                   |                      |                      |  |                   |                                                |                                                |                                                |                                                |  |                  |                     |                     |  |
|  | Stoke City             | 2                  |                   |                   |                      |                      |  |                   |                                                |                                                |                                                |                                                |  |                  |                     |                     |  |
|  | Stoke City             | 2                  |                   | Southampton       | 1                    |                      |  |                   |                                                |                                                |                                                |                                                |  |                  |                     |                     |  |
|  |                        |                    |                   | Southampton       | 1                    |                      |  |                   |                                                |                                                |                                                |                                                |  |                  |                     |                     |  |
|  |                        |                    | Liverpool         | 2                 |                      |                      |  |                   |                                                |                                                |                                                |                                                |  |                  |                     |                     |  |
|  | Brighton & Hove Albion | 2                  | Liverpool         | 2                 |                      |                      |  |                   |                                                |                                                |                                                |                                                |  |                  |                     |                     |  |
|  | Brighton & Hove Albion | 2                  |                   |                   |                      |                      |  |                   |                                                |                                                |                                                |                                                |  |                  |                     |                     |  |
|  | Liverpool              | 3                  |                   |                   |                      |                      |  |                   |                                                |                                                |                                                |                                                |  |                  |                     |                     |  |
|  | Liverpool              | 3                  |                   |                   |                      |                      |  |                   |                                                |                                                |                                                |                                                |  |                  |                     |                     |  |
|  |                        |                    |                   |                   |                      |                      |  |                   |                                                |                                                |                                                |                                                |  |                  |                     |                     |  |

### Octavos de final
Los 16 ganadores de la tercera ronda jugaron los octavos de final. Los equipos del Championship Preston North End, Sheffield Wednesday y Stoke City fueron los equipos con menor clasificación en el sorteo, que se realizó el 25 de septiembre de 2024.
| 30 de octubre de 2024, 13:45 | Preston North End | 0:3 (0:2) | Arsenal                                         | Deepdale, Preston                                        |                                                          |
|                              |                   | Reporte   | - Gabriel Jesus 24' - Nwaneri 33' - Havertz 33' | Asistencia: 21,811 espectadores Árbitro(s): Peter bankes | Asistencia: 21,811 espectadores Árbitro(s): Peter bankes |

| 30 de octubre de 2024, 13:45 | Aston Villa | 1:2 (1:1) | Crystal palace        | Villa Park, Birmingham                                     |                                                            |
|                              | - Durán 23' | Reporte   | - Eze 8' - Kamada 64' | Asistencia: 34,851 espectadores Árbitro(s): Samuel Barrott | Asistencia: 34,851 espectadores Árbitro(s): Samuel Barrott |

| 29 de octubre de 2024, 14:00 | Brentford                                            | 1:1 (1:0) (5:4 p.)         | Sheffield Wednesday                         | Brentford Community Stadium, Londres                    |                                                         |
|                              | - Schade 11'                                         | Reporte                    | - Gassama 57'                               | Asistencia: 16,701 espectadores Árbitro(s): Will Finnie | Asistencia: 16,701 espectadores Árbitro(s): Will Finnie |
|                              |                                                      | Tiros desde el punto penal |                                             |                                                         |                                                         |
|                              | - Mbeumo - Lewis-Potter - Damsgaard - Wissa - Janelt |                            | - Smith - Windass - Lowe - Johnson - Palmer |                                                         |                                                         |

| 30 de octubre de 2024, 13:45 | Newcastle United        | 2:0 (2:0) | Chelsea | St James' Park, Newcastle                                  |                                                            |
|                              | - Isak 23' - Disasi 26' | Reporte   |         | Asistencia: 51,934 espectadores Árbitro(s): Chris Kavanagh | Asistencia: 51,934 espectadores Árbitro(s): Chris Kavanagh |

| 30 de octubre de 2024, 13:45 | Manchester United                                     | 5:2 (4:2) | Leicester City                  | Old Trafford, Manchester                                |                                                         |
|                              | - Casemiro 15' 39' - Garnacho 28' - Fernandes 36' 59' | Reporte   | - El Khannous 33' - Coady 45+3' | Asistencia: 73,470 espectadores Árbitro(s): Andy Madley | Asistencia: 73,470 espectadores Árbitro(s): Andy Madley |

| 30 de octubre de 2024, 13:45 | Tottenham Hotspur      | 2:1 (2:1) | Manchester City | Tottenham Hotspur Stadium, Londres                        |                                                           |
|                              | - Werner 5' - Sarr 25' | Reporte   | - Nunes 45+4'   | Asistencia: 60,797 espectadores Árbitro(s): Robert Jones. | Asistencia: 60,797 espectadores Árbitro(s): Robert Jones. |

| 29 de octubre de 2024 13:45 | Southampton                                     | 3:2 (2:1) | Stoke City                  | St Mary's Stadium, Southampton                          |                                                         |
|                             | - Harwood-Bellis 19' - Armstrong 35' - Bree 88' | Reporte   | - Phillips 45' - Cannon 54' | Asistencia: 16,092 espectadores Árbitro(s): Lewis Smith | Asistencia: 16,092 espectadores Árbitro(s): Lewis Smith |

| 30 de octubre de 2024, 13:45 | Brighton & Hove Albion      | 2:3 (0:0) | Liverpool                  | Falmer Stadium, Brighton                                |                                                         |
|                              | - Adingra 81' - Lamptey 90' | Reporte   | - Gakpo 46' 63' - Diaz 85' | Asistencia: 28,441 espectadores Árbitro(s): Darren Bond | Asistencia: 28,441 espectadores Árbitro(s): Darren Bond |

### Cuartos de final
Los 8 ganadores de octavos de final jugaron los cuartos de final. El sorteo se realizó el 30 de octubre de 2024.
| 18 de diciembre de 2024, 13:45 | Arsenal                     | 3:2 (0:1) | Crystal Palace            | Emirates Stadium, Londres                               |                                                         |
|                                | - Gabriel Jesus 54' 73' 81' | Reporte   | - Mateta 4' - Nketiah 85' | Asistencia: 59,298 espectadores Árbitro(s): Andy Madley | Asistencia: 59,298 espectadores Árbitro(s): Andy Madley |

| 18 de diciembre de 2024, 13:45 | Newcastle United | 3:1 (2:0) | Brentford     | St James' Park, Newcastle                                  |                                                            |
|                                | - Tonali 9' 43'  | Reporte   | - Wissa 90+1' | Asistencia: 51,765 espectadores Árbitro(s): Samuel Barrott | Asistencia: 51,765 espectadores Árbitro(s): Samuel Barrott |

| 19 de diciembre de 2024, 14:00 | Tottenham Hotspur                            | 4:3 (1:0) | Manchester United                        | Tottenham Hotspur Stadium, Londres                      |                                                         |
|                                | - Solanke 15' 54' - Kulusevski 46' - Son 88' | Reporte   | - Zirkzee 63' - Diallo 70' - Evans 90+4' | Asistencia: 57,409 espectadores Árbitro(s): John Brooks | Asistencia: 57,409 espectadores Árbitro(s): John Brooks |

| 18 de diciembre de 2024, 14:00 | Southampton  | 1:2 (0:1) | Liverpool                 | St Mary's Stadium, Southampton                           |                                                          |
|                                | - Archer 59' | Reporte   | - Núñez 23' - Elliott 32' | Asistencia: 26,503 espectadores Árbitro(s): Simon Hooper | Asistencia: 26,503 espectadores Árbitro(s): Simon Hooper |

### Semifinales
Los 4 ganadores de cuartos de final jugaron las semifinales a partidos de ida y vuelta. El sorteo se realizó el 19 de diciembre de 2024.

#### Partidos de ida
| 7 de enero de 2025, 14:00 | Arsenal | 0:2 (0:1) | Newcastle United        | Emirates Stadium, Londres                               |                                                         |
|                           |         | Reporte   | - Isak 37' - Gordon 51' | Asistencia: 59,125 espectadores Árbitro(s): John Brooks | Asistencia: 59,125 espectadores Árbitro(s): John Brooks |

| 8 de enero de 2025, 14:00 | Tottenham Hotspur | 1:0 (0:0) | Liverpool | Tottenham Hotspur Stadium, Londres                         |                                                            |
|                           | - Bergvall 86'    | Reporte   |           | Asistencia: 59,037 espectadores Árbitro(s): Stuart Attwell | Asistencia: 59,037 espectadores Árbitro(s): Stuart Attwell |

#### Partidos de vuelta
| 5 de febrero de 2025, 14:00 | Newcastle United          | 2:0 (1:0) (Global 4:0) | Arsenal | St James' Park, Newcastle                                |                                                          |
|                             | - Murphy 19' - Gordon 52' | Reporte                |         | Asistencia: 52,173 espectadores Árbitro(s): Simon Hooper | Asistencia: 52,173 espectadores Árbitro(s): Simon Hooper |

| 6 de febrero de 2025, 14:00 | Liverpool                                                      | 4:0 (3:0) (Global 4:1) | Tottenham Hotspur | Anfield, Liverpool                                       |                                                          |
|                             | - Gakpo 34' - Salah 51' (pen.) - Szoboszlai 75' - Van Dijk 80' | Reporte                |                   | Asistencia: 60,395 espectadores Árbitro(s): Craig Pawson | Asistencia: 60,395 espectadores Árbitro(s): Craig Pawson |

### Final
La final se disputó el 16 de marzo de 2025 en Wembley.
| 22    | POR   | Nick Pope            |     |
| 21    | DEF   | Valentino Livramento |     |
| 33    | DEF   | Daniel Burn          |     |
| 5     | DEF   | Fabian Schär         |     |
| 2     | DEF   | Kieran Trippier      |     |
| 7     | MED   | Joelinton            |     |
| 8     | MED   | Sandro Tonali        |     |
| 39    | MED   | Bruno Guimarães      |     |
| 11    | DEL   | Harvey Barnes        | 81' |
| 14    | DEL   | Alexander Isak       | 81' |
| 23    | DEL   | Jacob Murphy         | 90' |
| D. T. | D. T. | Eddie Howe           |     |

| 62    | POR   | Caoimhin Kelleher   |     |
| 26    | DEF   | Andrew Robertson    |     |
| 4     | DEF   | Virgil van Dijk     |     |
| 5     | DEF   | Ibrahima Konaté     | 57' |
| 78    | DEF   | Jarell Quansah      |     |
| 10    | MED   | Alexis Mac Allister | 67' |
| 38    | MED   | Ryan Gravenberch    | 74' |
| 7     | MED   | Luis Díaz           | 74' |
| 8     | MED   | Dominik Szoboszlai  |     |
| 11    | MED   | Mohamed Salah       |     |
| 20    | DEL   | Diogo Jota          | 57' |
| D. T. | D. T. | Arne Slot           |     |

| 28 | MED | Joseph Willock | 81' |
| 9  | DEL | Callum Wilson  | 81' |
| 17 | DEF | Emil Krafth    | 90' |

| 17 | MED | Curtis Jones    | 57' |
| 9  | DEL | Darwin Núñez    | 57' |
| 18 | DEL | Cody Gakpo      | 67' |
| 19 | MED | Harvey Elliott  | 74' |
| 14 | DEL | Federico Chiesa | 74' |

| 45' · 52' | Daniel Burn Alexander Isak | 1–0 2–0 |

| 90+4' | Federico Chiesa | 2–1 |

| 90' · 90+9' | Nick Pope Sandro Tonali |

| 90+8' | Federico Chiesa |

| Principal  | John Brooks     |
| Asistentes | Eddie Smart     |
|            | Nick Greenhalgh |
| Cuarto     | Darren England  |
| Quinto     | Steve Meredith  |

| VAR            | Stuart Attwell    |
| Asistentes VAR | Sian Massey-Ellis |

|  |                    |     |     |
|  | Tiros              | 17  | 7   |
|  | Tiros a puerta     | 6   | 2   |
|  | Faltas             | 10  | 14  |
|  | Saques de esquina  | 9   | 4   |
|  | Fueras de juego    | 2   | 2   |
|  | Posesión del balón | 34% | 66% |

| 22    | POR   | Nick Pope            |     |
| 21    | DEF   | Valentino Livramento |     |
| 33    | DEF   | Daniel Burn          |     |
| 5     | DEF   | Fabian Schär         |     |
| 2     | DEF   | Kieran Trippier      |     |
| 7     | MED   | Joelinton            |     |
| 8     | MED   | Sandro Tonali        |     |
| 39    | MED   | Bruno Guimarães      |     |
| 11    | DEL   | Harvey Barnes        | 81' |
| 14    | DEL   | Alexander Isak       | 81' |
| 23    | DEL   | Jacob Murphy         | 90' |
| D. T. | D. T. | Eddie Howe           |     |

| 62    | POR   | Caoimhin Kelleher   |     |
| 26    | DEF   | Andrew Robertson    |     |
| 4     | DEF   | Virgil van Dijk     |     |
| 5     | DEF   | Ibrahima Konaté     | 57' |
| 78    | DEF   | Jarell Quansah      |     |
| 10    | MED   | Alexis Mac Allister | 67' |
| 38    | MED   | Ryan Gravenberch    | 74' |
| 7     | MED   | Luis Díaz           | 74' |
| 8     | MED   | Dominik Szoboszlai  |     |
| 11    | MED   | Mohamed Salah       |     |
| 20    | DEL   | Diogo Jota          | 57' |
| D. T. | D. T. | Arne Slot           |     |

| 28 | MED | Joseph Willock | 81' |
| 9  | DEL | Callum Wilson  | 81' |
| 17 | DEF | Emil Krafth    | 90' |

| 17 | MED | Curtis Jones    | 57' |
| 9  | DEL | Darwin Núñez    | 57' |
| 18 | DEL | Cody Gakpo      | 67' |
| 19 | MED | Harvey Elliott  | 74' |
| 14 | DEL | Federico Chiesa | 74' |

| 45' · 52' | Daniel Burn Alexander Isak | 1–0 2–0 |

| 90+4' | Federico Chiesa | 2–1 |

| 90' · 90+9' | Nick Pope Sandro Tonali |

| 90+8' | Federico Chiesa |

| Principal  | John Brooks     |
| Asistentes | Eddie Smart     |
|            | Nick Greenhalgh |
| Cuarto     | Darren England  |
| Quinto     | Steve Meredith  |

| VAR            | Stuart Attwell    |
| Asistentes VAR | Sian Massey-Ellis |

|  |                    |     |     |
|  | Tiros              | 17  | 7   |
|  | Tiros a puerta     | 6   | 2   |
|  | Faltas             | 10  | 14  |
|  | Saques de esquina  | 9   | 4   |
|  | Fueras de juego    | 2   | 2   |
|  | Posesión del balón | 34% | 66% |

| 22    | POR   | Nick Pope            |     |
| 21    | DEF   | Valentino Livramento |     |
| 33    | DEF   | Daniel Burn          |     |
| 5     | DEF   | Fabian Schär         |     |
| 2     | DEF   | Kieran Trippier      |     |
| 7     | MED   | Joelinton            |     |
| 8     | MED   | Sandro Tonali        |     |
| 39    | MED   | Bruno Guimarães      |     |
| 11    | DEL   | Harvey Barnes        | 81' |
| 14    | DEL   | Alexander Isak       | 81' |
| 23    | DEL   | Jacob Murphy         | 90' |
| D. T. | D. T. | Eddie Howe           |     |

| 62    | POR   | Caoimhin Kelleher   |     |
| 26    | DEF   | Andrew Robertson    |     |
| 4     | DEF   | Virgil van Dijk     |     |
| 5     | DEF   | Ibrahima Konaté     | 57' |
| 78    | DEF   | Jarell Quansah      |     |
| 10    | MED   | Alexis Mac Allister | 67' |
| 38    | MED   | Ryan Gravenberch    | 74' |
| 7     | MED   | Luis Díaz           | 74' |
| 8     | MED   | Dominik Szoboszlai  |     |
| 11    | MED   | Mohamed Salah       |     |
| 20    | DEL   | Diogo Jota          | 57' |
| D. T. | D. T. | Arne Slot           |     |

| 28 | MED | Joseph Willock | 81' |
| 9  | DEL | Callum Wilson  | 81' |
| 17 | DEF | Emil Krafth    | 90' |

| 17 | MED | Curtis Jones    | 57' |
| 9  | DEL | Darwin Núñez    | 57' |
| 18 | DEL | Cody Gakpo      | 67' |
| 19 | MED | Harvey Elliott  | 74' |
| 14 | DEL | Federico Chiesa | 74' |

| 45' · 52' | Daniel Burn Alexander Isak | 1–0 2–0 |

| 90+4' | Federico Chiesa | 2–1 |

| 90' · 90+9' | Nick Pope Sandro Tonali |

| 90+8' | Federico Chiesa |

| Principal  | John Brooks     |
| Asistentes | Eddie Smart     |
|            | Nick Greenhalgh |
| Cuarto     | Darren England  |
| Quinto     | Steve Meredith  |

| VAR            | Stuart Attwell    |
| Asistentes VAR | Sian Massey-Ellis |

|  |                    |     |     |
|  | Tiros              | 17  | 7   |
|  | Tiros a puerta     | 6   | 2   |
|  | Faltas             | 10  | 14  |
|  | Saques de esquina  | 9   | 4   |
|  | Fueras de juego    | 2   | 2   |
|  | Posesión del balón | 34% | 66% |

| 22    | POR   | Nick Pope            |     |
| 21    | DEF   | Valentino Livramento |     |
| 33    | DEF   | Daniel Burn          |     |
| 5     | DEF   | Fabian Schär         |     |
| 2     | DEF   | Kieran Trippier      |     |
| 7     | MED   | Joelinton            |     |
| 8     | MED   | Sandro Tonali        |     |
| 39    | MED   | Bruno Guimarães      |     |
| 11    | DEL   | Harvey Barnes        | 81' |
| 14    | DEL   | Alexander Isak       | 81' |
| 23    | DEL   | Jacob Murphy         | 90' |
| D. T. | D. T. | Eddie Howe           |     |

| 62    | POR   | Caoimhin Kelleher   |     |
| 26    | DEF   | Andrew Robertson    |     |
| 4     | DEF   | Virgil van Dijk     |     |
| 5     | DEF   | Ibrahima Konaté     | 57' |
| 78    | DEF   | Jarell Quansah      |     |
| 10    | MED   | Alexis Mac Allister | 67' |
| 38    | MED   | Ryan Gravenberch    | 74' |
| 7     | MED   | Luis Díaz           | 74' |
| 8     | MED   | Dominik Szoboszlai  |     |
| 11    | MED   | Mohamed Salah       |     |
| 20    | DEL   | Diogo Jota          | 57' |
| D. T. | D. T. | Arne Slot           |     |

| 28 | MED | Joseph Willock | 81' |
| 9  | DEL | Callum Wilson  | 81' |
| 17 | DEF | Emil Krafth    | 90' |

| 17 | MED | Curtis Jones    | 57' |
| 9  | DEL | Darwin Núñez    | 57' |
| 18 | DEL | Cody Gakpo      | 67' |
| 19 | MED | Harvey Elliott  | 74' |
| 14 | DEL | Federico Chiesa | 74' |

| 45' · 52' | Daniel Burn Alexander Isak | 1–0 2–0 |

| 90+4' | Federico Chiesa | 2–1 |

| 90' · 90+9' | Nick Pope Sandro Tonali |

| 90+8' | Federico Chiesa |

| Principal  | John Brooks     |
| Asistentes | Eddie Smart     |
|            | Nick Greenhalgh |
| Cuarto     | Darren England  |
| Quinto     | Steve Meredith  |

| VAR            | Stuart Attwell    |
| Asistentes VAR | Sian Massey-Ellis |

|  |                    |     |     |
|  | Tiros              | 17  | 7   |
|  | Tiros a puerta     | 6   | 2   |
|  | Faltas             | 10  | 14  |
|  | Saques de esquina  | 9   | 4   |
|  | Fueras de juego    | 2   | 2   |
|  | Posesión del balón | 34% | 66% |

|                                    |
| Bandera de Inglaterra              |
| Campeón Newcastle United 1° título |

## Estadísticas

### Goleadores
| Pos. | Jugador       | Equipo    | Goles |
| ---- | ------------- | --------- | ----- |
| 1    | Cody Gakpo    | Liverpool | 5     |
| 2    | Tom Ince      | Watford   | 4     |
| 2    | Gabriel Jesus | Arsenal   | 4     |